# Molophilus pulchripes
Molophilus pulchripes là một loài ruồi trong họ Limoniidae. Chúng phân bố ở miền Australasia.